# Acarothrix
Acarothrix (лат.) — род морских тромбидиформных клещей семейства Halacaridae из надотряда Acariformes.

## Описание
Морские клещи микроскопических размеров. Длина тела от 280 мкм до 320 мкм. Пальпы состоят из четырёх сегментов. Рострум и основание гнатосомы с парами щетинок. Из четырех пар ног две передние обращены вперед, а две — назад. Относительно короткие ноги имеют шесть сегментов. Тело слабо склеротизовано. Дорзум с 5 или 6 парами щетинок. Обнаружены в теплых и тропических солоноватых акваториях (Австралия, Азия, Африка и Северная Америка).

## Классификация
Включает около 5 видов. Род входит в состав подсемейства Copidognathinae Bartsch, 1983.
- Acarothrix ampliata Bartsch, 2004[4]
- Acarothrix ampliumeris Bartsch, 2006[5]
- Acarothrix grandocularis Chatterjee, Marshall, Guru, Ingole & Pešić, 2012[6]
- Acarothrix longiunguis Bartsch, 1997[7]
- Acarothrix palustris Bartsch, 1990[8]
- Acarothrix umgenica Proches, 2002[9]